# Iakov Ohotnikov
Iacov Ohotnikov (în rusă Яков Охотников; n. 1897, Romanovca, Imperiul Rus – d. 8 martie 1937, Moscova, URSS) a fost un militant și economist sovietic.

## Biografie
S-a născut în colonia evreiască Romanovka (acum orașul Basarabeasca) din ținutul Bender, gubernia Basarabia, Imperiul Rus. În 1917 a devenit membru al Consiliului Deputaților Soldaților din Ekaterinoslav, iar în 1918 al Partidului Comunist (PCUS). În același an (1918) a fost comandantul unui detașament partizan din Basarabia, apoi, în funcții de comandă în divizia 45 a Armatei Roșii și adjutant al comandantului districtului militar din Kiev, Iona Iakir. A fost unul dintre cei mai apropiați prieteni ai scriitorului Isaac Babel și militarilor Dmitri Schmidt și Efim Dreitser din timpul Războiului Civil Rus.
În anii 1920 a fost membru al opoziției troțkiste, pentru care fapt, în februarie 1927 a fost supus unei mustrări de partid. Ca student al Academiei Militare „Frunze”, împreună cu cadeții Vladimir Petenko și Arkadi Geller, a participat la protecția Mausoleului lui Lenin în timpul defilării din 7 noiembrie 1927, unde l-a atacat pe Stalin cu pumnii. În ciuda incidentului, toți trei și-au continuat studiile la academie.
A lucrat ca șef-adjunct al Gipromez (Institutul de Stat pentru Proiectarea Uzinelor Metalurgice). La începutul anilor 30 a fost șef al Institutului de Stat pentru Proiectarea Uzinelor de Aviație din Moscova (Giproaviaprom).
A fost expulzat din PCUS în 1932 și arestat în 1933 în cazul „grupului contrarevoluționar al lui Ivan Smirnov”, fiind condamnat la trei ani de închisoare. S-a aflat în exil în Magadan, unde a lucrat ca șef al unui depozit.
A fost din nou arestat (Marea Epurare) la 10 august 1936 la Magadan, transportat la Moscova, unde la 7 martie 1937 a fost condamnat la pedeapsa capitală și împușcat a doua zi. A fost reabilitat la 15 mai 1958.